# 森下怜哉
森下 怜哉（もりした れいや、1998年11月1日 - ）は、大阪府河内長野市出身のサッカー選手。Jリーグ・サガン鳥栖所属。ポジションはディフェンダー。

## 来歴

### プロ入り前
長野フットボールクラブからセレッソ大阪U-18に入団し、2016年にトップチームに2種登録され、U-23チームに帯同した。同年3月13日、グルージャ盛岡とのJ3リーグ開幕戦で先発出場し、J3リーグ最年少記録を更新した（当時）。2016年11月8日、セレッソ大阪のトップチームに内定したことが発表された。

### セレッソ大阪
2017年、セレッソ大阪のトップチームに昇格を果たした。この年もセレッソ大阪U-23でJ3の開幕戦にフル出場。9月23日、第24節の福島ユナイテッドFC戦でアディショナルタイムに得点を決めて勝利に貢献した。
2018年8月8日、スルガ銀行チャンピオンシップでトップチームデビューを果たした。
2019年は栃木SCに育成型期限付き移籍。
2020年は松本山雅FCに育成型期限付き移籍で加入。
2021年はFC町田ゼルビアに期限付き移籍で加入。

### 愛媛FC
2021年12月23日、愛媛FCへの完全移籍が発表された。
2023年、レギュラーとして年間30試合に出場し、J3優勝とJ2昇格を達成。J3ベストイレブンを受賞した。
J2昇格後も主力として活躍した。

### サガン鳥栖
2024年12月27日、愛媛FCでCBのペアを組んでいた小川大空と共にサガン鳥栖への移籍が発表された。

## エピソード
口喧嘩が強い。
独身時代は家事など一切しなかったが、結婚を機に家事や育児を積極的に行う。理由はその方が家族の時間が増えるから。
独身時代は床に炊飯器を置いていた。
愛媛FCで実施される選手の私服姿をサポーターが投票しランキングする企画で2023シーズンの活躍とは反比例して得票数が少なすぎたことがある。

## 所属クラブ
- 2005年 - 2010年 楠JSC
- 2011年 - 2013年 長野FC
- 2013年 - 2016年 セレッソ大阪U-18
  - 2016年 セレッソ大阪 (2種登録選手)
- 2017年 - 2021年  セレッソ大阪
  - 2019年 - 同年12月  栃木SC (育成型期限付き移籍)
  - 2020年  松本山雅FC (育成型期限付き移籍)
  - 2021年  FC町田ゼルビア (期限付き移籍)
- 2022年 - 2024年  愛媛FC
- 2025年 -  サガン鳥栖

## 個人成績
| 国内大会個人成績 | 国内大会個人成績 | 国内大会個人成績 | 国内大会個人成績 | 国内大会個人成績 | 国内大会個人成績 | 国内大会個人成績 | 国内大会個人成績 | 国内大会個人成績 | 国内大会個人成績 | 国内大会個人成績 | 国内大会個人成績 |
| 年度             | クラブ           | 背番号           | リーグ           | リーグ戦         | リーグ戦         | リーグ杯         | リーグ杯         | オープン杯       | オープン杯       | 期間通算         | 期間通算         |
| 年度             | クラブ           | 背番号           | リーグ           | 出場             | 得点             | 出場             | 得点             | 出場             | 得点             | 出場             | 得点             |
| 日本             | 日本             | 日本             | 日本             | リーグ戦         | リーグ戦         | リーグ杯         | リーグ杯         | 天皇杯           | 天皇杯           | 期間通算         | 期間通算         |
| ---------------- | ---------------- | ---------------- | ---------------- | ---------------- | ---------------- | ---------------- | ---------------- | ---------------- | ---------------- | ---------------- | ---------------- |
| 2017             | C大阪            | 37               | J1               | 0                | 0                | 0                | 0                | 0                | 0                | 0                | 0                |
| 2018             | C大阪            | 37               | J1               | 0                | 0                | 1                | 0                | 0                | 0                | 1                | 0                |
| 2019             | 栃木             | 15               | J2               | 27               | 1                | -                | -                | 1                | 0                | 28               | 1                |
| 2020             | 松本             | 15               | J2               | 15               | 1                | -                | -                | -                | -                | 15               | 1                |
| 2021             | 町田             | 15               | J2               | 12               | 0                | -                | -                | 1                | 0                | 13               | 0                |
| 2022             | 愛媛             | 37               | J3               | 22               | 2                | -                | -                | -                | -                | 22               | 2                |
| 2023             | 愛媛             | 37               | J3               | 30               | 1                | -                | -                | -                | -                | 30               | 1                |
| 2024             | 愛媛             | 37               | J2               | 35               | 1                | 0                | 0                | 0                | 0                | 35               | 1                |
| 2025             | 鳥栖             | 37               | J2               |                  |                  |                  |                  |                  |                  |                  |                  |
| 通算             | 日本             | 日本             | J1               | 0                | 0                | 1                | 0                | 0                | 0                | 1                | 0                |
| 通算             | 日本             | 日本             | J2               | 89               | 3                | 0                | 0                | 2                | 0                | 91               | 3                |
| 通算             | 日本             | 日本             | J3               | 52               | 3                | -                | -                | -                | -                | 52               | 3                |
| 総通算           | 総通算           | 総通算           | 総通算           | 141              | 6                | 1                | 0                | 2                | 0                | 144              | 6                |

| 2016   | C大23  | 42     | J3     | 21 | 2 | 21 | 2 |
| 2017   | C大23  | 37     | J3     | 32 | 2 | 32 | 2 |
| 2018   | C大23  | 37     | J3     | 29 | 1 | 29 | 1 |
| 通算   | 日本   | 日本   | J3     | 82 | 5 | 82 | 5 |
| 総通算 | 総通算 | 総通算 | 総通算 | 82 | 5 | 82 | 5 |

- 2016年は2種登録選手

| 国際大会個人成績 | 国際大会個人成績 | 国際大会個人成績 | 国際大会個人成績 | 国際大会個人成績 |
| 年度             | クラブ           | 背番号           | 出場             | 得点             |
| AFC              | AFC              | AFC              | ACL              | ACL              |
| ---------------- | ---------------- | ---------------- | ---------------- | ---------------- |
| 2018             | C大阪            | 37               | 0                | 0                |
| 通算             | AFC              | AFC              | 0                | 0                |

出場歴
- Jリーグ初出場 - 2016年3月13日 J3第1節 グルージャ盛岡戦 (キンチョウスタジアム)
- Jリーグ初得点 - 2016年4月2日 J3第3節 FC琉球戦 (キンチョウスタジアム)

## タイトル

### チーム
セレッソ大阪U-18
- 高円宮杯U-18サッカーリーグ プレミアリーグ WEST（2014年）
- 高円宮杯U-18サッカーリーグ チャンピオンシップ（2014年）

愛媛FC
- J3リーグ：1回（2023年）

### 個人
- J3リーグ ベストイレブン：1回（2023年）

## 代表歴
- U-16日本代表
  - タイ遠征（2014年）
- U-17日本代表
  - 国際ユースサッカーin新潟（2015年）
  - サニックス杯国際ユースサッカー大会（2015年）
  - 第22回バツラフ・イェジェク国際ユーストーナメント（2015年）
- U-18日本代表
  - 第28回バレンティン・グラナトキン国際フットボールトーナメント（2015年）
- U-19日本代表
  - JFAトレーニングキャンプ（2016年）